# Дублинский залив

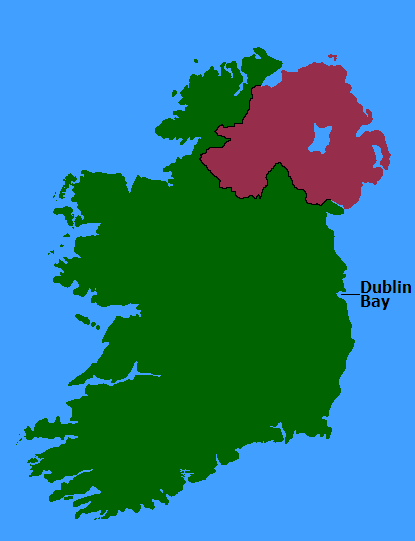
Дублинский залив на карте

Ду́блинский зали́в (ирл. Cuan Bhaile Átha Cliath, англ. Dublin Bay) — залив в месте впадения реки Лиффи в Ирландском море. Длина залива — 10 км, ширина — 7 км. С юга, запада и севера залив окружает столица Ирландии город Дублин.

## Особенности
Дублинский залив известен своим мелководьем, в нём много песчаных наносов и отмелей с чем связано много кораблекрушений на протяжении всей истории Дублина, вплоть до настоящего времени корабли периодически садятся на мель. Первые карты залива тщательно указывали узкие проходы для швартовки кораблей.